# Solo Sessions Vol. 1: Live at the Knitting Factory
Solo Sessions Vol. 1: Live at the Knitting Factory is een livealbum van John Legend. Het is opgenomen in juli 2003 en in hetzelfde jaar uitgebracht. De opnames komen uit The Knitting Factory, een New Yorkse club met zijn eigen platenlabel (Knitting Factory Entertainment). Op dit label is het album ook uitgebracht. Legend werkt op dit album samen met Imani Uzuri, Kanye West en J. Ivy.

## Tracks
1. "Introduction"
2. "Lifted"
3. "Do What I Gotta Do"
4. "She Don't Have To Know"
5. "Don't Let Me Be Misunderstood"
6. "Sun Comes Up"
7. "Stay With You"
8. "So High" (met J. Ivy)
9. "If This World Were Mine" (met Imani Uzuri)
10. "All Falls Down" (met Kanye West)
11. "Motherless Child"
12. "Refuge"
13. "Must Be The Way"